# Boldog Izabella

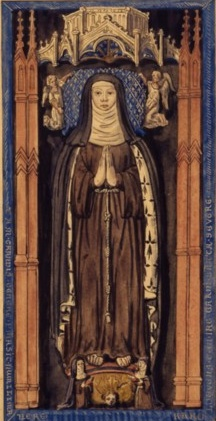
Roger de Gaignières fantáziaképe (18. század)

Boldog Izabella (Isabelle de France), (Párizs, 1225. március – Longchamp kolostor, 1270. február 23.) francia királyi hercegnő, VIII. (Oroszlán) Lajos francia király és Kasztíliai Blanka lánya,
- IX. Lajos francia király (1214/1215–1270),
- I. Róbert Artois-i gróf (1216–1250) és
- Alphonse de Poitiers (1220–1271)

húga,
- I. Károly szicíliai király nővére.

Anyja vallásos szellemben nevelte gyermekeit — köztük egyetlen, a felnőttkort megélt lányát. Erősen kötődött édesanyjához. Egy alkalommal, amikor anyja hosszabb időre elutazott, súlyosan megbetegedett, és csak anyja visszatérése után gyógyult fel. 
Már egészen apró korában szeretett buzgón imádkozni, és ehhez gyakran elrejtőzött. Egy alkalommal, amikor a királyi család vidékre készült, az ágynemű közé bújt el, és azzal együtt pakolták föl a kocsira. Kislány korában egy szerzetes azt jósolta, hogy ez a gyermek „nem erre a világra való”, hanem saját ösztöne szerint kolostorba, mert csak az ima és áhítat légkörében tud felnőni.
Ennek megfelelően még ifjan szüzességet fogadott, és amikor II. Frigyes német-római császár nevében megkérte a kezét Konrád fia számára, a kérést erre hivatkozva utasította vissza. Mivel a tervezett frigyet a pápa is szorgalmazta, Izabella a szűzi életet magasztaló levelet írt IV. Incének.
Pontosan nem ismert, hogy melyik évben lépett be a klarissza rendbe — mindenesetre a Párizs melletti Longchamp zárdáját 1255-ben kifejezetten neki alapították „A Szűzanya alázatáról” néven (az épületet a nagy francia forradalom alatt lerombolták). Beöltözésekor „az alázatos Miasszonyunkról nevezett Izabella” nevet vette fel. Több udvarhölgye is követte példáját, és vele együtt apácának állt. A longchampi klarisszák elfogadták IV. Orbán pápa 1263-ban kiadott reguláját, amely enyhített az eredeti Regula szigorúságán, így az ún. „urbanista” klarisszákhoz tartoztak. Szent Bonaventura, aki az 1250-es években Párizsban tanított, lelki kapcsolatot tartott a Párizs melléki klarisszákkal, és egy művét (De perfectione ad Sorores) kimondottan az ő számukra írta.
„Megvetve e világ csalárdságait, inkább akart mennyei Jegyesének alázatban és szegénységben szolgálni, mint királynőként uralkodni. Sok csodával is tündökölt” — írja róla a ferences Martyrológium. Ugyanabban az évben halt meg, mint bátyja, szent Lajos. 
Egy kortársa és barátnője ezt írta róla:
„Az ártatlanság tükrét láttuk benne s amellett a bűnbánat csodálatra méltó példáját; a szívtisztaság liliomát, a türelem és önmegtagadás illatos virágát, a jóság és irgalmasság kimeríthetetlen forrását.”
X. Leó pápa avatta boldoggá.

## Megjegyzés
Az angol Wikipédia  szerint (2020. I. 30.) XII. Ince pápa 1696-ban szentté avatta. Ezt a magyar források nem támasztják alá.